# Saint-Julien-des-Chazes
Saint-Julien-des-Chazes é uma comuna francesa na região administrativa de Auvérnia-Ródano-Alpes, no departamento de Alto Loire. Estende-se por uma área de 6,57 km². Em 2010 a comuna tinha 70 habitantes (densidade: 10,7 hab./km²).